# Likelihood-Quotienten-Test
Der Likelihood-Quotienten-Test (kurz LQT), auch Plausibilitätsquotiententest (englisch likelihood-ratio test), ist ein statistischer Test, der zu den typischen Hypothesentests in parametrischen Modellen gehört. Viele klassische Tests wie der F-Test für den Varianzenquotienten oder der Zwei-Stichproben-t-Test lassen sich als Beispiele für Likelihood-Quotienten-Tests interpretieren. Einfachstes Beispiel eines Likelihood-Quotienten-Tests ist der Neyman-Pearson-Test.

## Definition
Formal betrachtet man das typische parametrische Testproblem: Gegeben ist eine Grundmenge von Wahrscheinlichkeitsverteilungen {\displaystyle P_{\theta }}, abhängig von einem unbekannten Parameter {\displaystyle \theta }, der aus einer bekannten Grundmenge {\displaystyle \Theta } stammt. Als Nullhypothese {\displaystyle H_{0}} soll getestet werden, ob der Parameter zu einer echten Teilmenge {\displaystyle \Theta _{0}} gehört. Also: 
{\displaystyle H_{0}\colon \theta \in \Theta _{0}}.
Die Alternative {\displaystyle H_{1}} lautet entsprechend: 
{\displaystyle H_{1}\colon \theta \in \Theta _{1}},
wobei {\displaystyle \Theta _{1}} das Komplement zu {\displaystyle \Theta _{0}} in {\displaystyle \Theta } bezeichnet. 
Die beobachteten Daten sind Realisierungen von Zufallsvariablen {\displaystyle X_{1},\dotsc ,X_{n}}, die jeweils die (unbekannte) Verteilung {\displaystyle P_{\theta }} besitzen und stochastisch unabhängig sind.
Der Begriff des Likelihood-Quotienten-Tests suggeriert bereits, dass die Entscheidung des Tests auf der Bildung eines Likelihood-Quotienten bzw. Plausibilitätsquotienten (Quotient zweier Likelihood-Funktionen bzw. Plausibilitätsfunktionen) beruht. Man geht dabei so vor, dass man ausgehend von den Daten {\displaystyle x=(x_{1},\dotsc ,x_{n})\;} und den zu den einzelnen Parametern gehörenden Dichtefunktionen {\displaystyle f^{X_{1},\dotsc ,X_{n}}(\cdot ;\theta )} den folgenden Ausdruck berechnet:
{\displaystyle \Lambda (x):={\frac {\sup _{\theta \in \Theta _{0}}f^{X_{1},\dotsc ,X_{n}}(x_{1},\dotsc ,x_{n};\theta )}{\sup _{\theta \in \Theta }f^{X_{1},\dotsc ,X_{n}}(x_{1},\dotsc ,x_{n};\theta )}}}.
Heuristisch gesprochen: Man bestimmt anhand der Daten zunächst den Parameter aus der gegebenen Grundmenge, der die größte Wahrscheinlichkeit dafür liefert, dass die gefundenen Daten gemäß der Verteilung {\displaystyle P_{\theta }} realisiert worden sind. Der Wert der Dichtefunktion bezüglich dieses Parameters wird dann als repräsentativ für die gesamte Menge gesetzt. Im Zähler betrachtet man als Grundmenge den Raum der Nullhypothese, also {\displaystyle \Theta _{0}}; für den Nenner betrachtet man die gesamte Grundmenge {\displaystyle \Theta }.
Es lässt sich intuitiv schließen: Je größer der Quotient ist, desto schwächer ist die Evidenz gegen {\displaystyle H_{0}}. Ein Wert von {\displaystyle \Lambda (x)} in der Nähe von Eins bedeutet, dass anhand der Daten kein großer Unterschied zwischen den beiden Parametermengen {\displaystyle \Theta } und {\displaystyle \Theta _{0}} zu erkennen ist. Die Nullhypothese sollte in solchen Fällen also nicht verworfen werden.
Demnach wird bei einem Likelihood-Quotienten-Test die Hypothese {\displaystyle H_{0}} zum Niveau {\displaystyle \alpha } abgelehnt, falls
{\displaystyle \Lambda (x)<k_{\alpha }^{*}}
gilt. Hierbei ist der kritische Wert {\displaystyle k_{\alpha }^{*}} so zu wählen, dass {\displaystyle \sup _{\theta \in \Theta _{0}}P_{\theta }(\Lambda (X)<k_{\alpha }^{*})=\alpha } gilt. 
Die konkrete Bestimmung dieses kritischen Werts ist in der Regel problematisch.

## Beispiel 1
Für unabhängige Zufallsvariablen {\displaystyle X_{1},\dotsc ,X_{n}}, die jeweils eine Normalverteilung mit bekannter Varianz {\displaystyle \sigma ^{2}} und unbekanntem Erwartungswert {\displaystyle \mu } besitzen, ergibt sich für das Testproblem {\displaystyle H_{0}\colon \mu =\mu _{0}} gegen {\displaystyle H_{1}\colon \mu =\mu _{1}} mit {\displaystyle \mu _{0}<\mu _{1}} der folgende Likelihood-Quotient:
{\displaystyle \Lambda (X)=\exp \left({\frac {1}{\sigma ^{2}}}\sum _{l=1}^{n}X_{l}\left(\mu _{1}-\mu _{0}\right)\right)k\left(\mu _{0},\mu _{1},\sigma ^{2}\right)}
mit der von den konkreten Daten unabhängigen Konstanten {\displaystyle k(\mu _{0},\mu _{1},\sigma ^{2})=\exp \left(-{\frac {n}{2\sigma ^{2}}}(\mu _{1}^{2}-\mu _{0}^{2})\right)}. Man erhält dann, dass {\displaystyle \Lambda (X)>{\tilde {c}}} äquivalent zur Ungleichung
{\displaystyle {\frac {1}{n}}\sum _{i=1}^{n}X_{i}>c}
ist. Dies liefert als Resultat den bekannten Gauß-Test; man wählt {\displaystyle c=\mu _{0}+{\frac {\sigma }{\sqrt {n}}}u_{1-a}}, wobei {\displaystyle u_{1-a}} das {\displaystyle (1-\alpha )}-Quantil einer Standardnormalverteilung bezeichnet.

## Approximation der Likelihood-Quotienten-Funktion durch eine Chi-Quadrat-Verteilung
Unter bestimmten Voraussetzungen lässt sich die im Allgemeinen schwierig zu betrachtende Teststatistik {\displaystyle \Lambda (X)} durch Chi-Quadrat-verteilte Zufallsvariablen annähern, so dass sich vergleichsweise leicht asymptotische Tests herleiten lassen. In der Regel ist das möglich, wenn die Nullhypothese sich durch eine lineare Parameter-Transformation als ein Spezialfall der Alternativ-Hypothese darstellen lässt, wie im unten genannten Beispiel des Münzwurfes.
Präzise formuliert ist neben eher technischen Annahmen an die Verteilungsfamilie {\displaystyle P_{\theta }} die folgende Annahme einer „Parametrisierbarkeit der Nullhypothese“ fundamental:
Es seien der Parameterraum der Alternative {\displaystyle \Theta \subset \mathbb {R} ^{d}} und der Nullhypothese {\displaystyle \Delta \subset \mathbb {R} ^{c}} gegeben, beide Mengen seien offen und es gelte: {\displaystyle c<d}. Zudem existiere eine zweimal stetig differenzierbare Abbildung {\displaystyle h\colon \Delta \rightarrow \Theta } mit {\displaystyle h(\Delta )=\Theta _{0}}, deren Jacobi-Matrix {\displaystyle h'(\eta )} für jedes {\displaystyle \eta \in \Delta } vollen Rang besitzt.
Dann gilt: 
{\displaystyle T_{n}:=-2\log \Lambda (X)\rightarrow \chi _{d-c}^{2}},
wobei die Zufallsvariablen in Verteilung konvergieren.
Die Beweisidee beruht auf einer Aussage über die Existenz von Maximum-Likelihood-Schätzern in allgemeinen parametrischen Familien und ihrer Konvergenz gegen eine normalverteilte Zufallsvariable, deren Varianz das Inverse der Fisher-Information ist.

## Beispiel 2: Münzwurf
Ein Beispiel ist der Vergleich, ob zwei Münzen die gleiche Wahrscheinlichkeit haben, Kopf als Ergebnis zu erhalten (Nullhypothese). Wird die erste Münze {\displaystyle N}-mal geworfen mit {\displaystyle n} Kopfwürfen und die zweite Münze {\displaystyle M}-mal geworfen mit {\displaystyle m} Kopfwürfen, dann ergibt sich die Kontingenztabelle unter Beobachtungen. Unter Gültigkeit der Nullhypothese ({\displaystyle p=q}) und der Alternativhypothese ({\displaystyle p\neq q}) ergeben sich die Wahrscheinlichkeiten wie unter Alternativhypothese
und Nullhypothese.
|      | Beobachtungen       | Beobachtungen       | Alternativhypothese (H1) | Alternativhypothese (H1) | Nullhypothese (H0)  | Nullhypothese (H0)  |
|      | Münze 1             | Münze 2             | Münze 1                  | Münze 2                  | Münze 1             | Münze 2             |
| ---- | ------------------- | ------------------- | ------------------------ | ------------------------ | ------------------- | ------------------- |
| Kopf | {\displaystyle n}   | {\displaystyle m}   | {\displaystyle p}        | {\displaystyle q}        | {\displaystyle r}   | {\displaystyle r}   |
| Zahl | {\displaystyle N-n} | {\displaystyle M-m} | {\displaystyle 1-p}      | {\displaystyle 1-q}      | {\displaystyle 1-r} | {\displaystyle 1-r} |

Unter Gültigkeit der Nullhypothese ergibt sich die Likelihood-Funktion als
{\displaystyle L_{H0}(n,m)=r^{n}(1-r)^{N-n}r^{m}(1-r)^{M-m}=r^{n+m}(1-r)^{N-n+M-m}}
und es folgt mit Hilfe der Log-Likelihood-Funktion die Schätzung {\displaystyle {\hat {r}}=(n+m)/(N+M)}.
Unter Gültigkeit der Alternativhypothese ergibt sich die Likelihood-Funktion als
{\displaystyle L_{H1}(n,m)=p^{n}(1-p)^{N-n}q^{m}(1-q)^{M-m}}
und es folgt mit Hilfe der Log-Likelihood-Funktion die Schätzungen {\displaystyle {\hat {p}}=n/N} bzw. {\displaystyle {\hat {q}}=m/M}.
Damit ergibt sich {\displaystyle \Lambda } als
{\displaystyle \Lambda (n,m)={\frac {\left({\frac {n+m}{N+M}}\right)^{n+m}\left(1-{\frac {n+m}{N+M}}\right)^{N-n+M-m}}{\left({\frac {n}{N}}\right)^{n}\left(1-{\frac {n}{N}}\right)^{N-n}\left({\frac {m}{M}}\right)^{m}\left(1-{\frac {m}{M}}\right)^{M-m}}}}
und als Prüfwert
{\displaystyle -2\log(\Lambda (m,n))},
der mit einem vorgegebenen kritischen Wert aus der {\displaystyle \chi _{1}^{2}}-Verteilung verglichen wird. Da wir in der Alternativhypothese zwei Parameter ({\displaystyle p}, {\displaystyle q}) und in der Nullhypothese einen Parameter ({\displaystyle r}) haben, ergibt sich die Anzahl der Freiheitsgrade als {\displaystyle 2-1=1}.